# Стрільницьке (заказник)
Стрільницьке — гідрологічний заказник місцевого значення в Україні. Розташований у межах Бахмацького району Чернігівської області, біля села Стрільники. 
Площа - 180 га. Статус присвоєно згідно з рішенням Чернігівського облвиконкому від 24.12.1979 року. № 561. Перебуває у віданні Стрільницької сільської ради.
Охороняється низинне болото з трав'яною рослинністю, що має важливе значення як регулятор і стабілізатор водного режиму р. Борзенка. 